# Bergisch-Märkische Hochflächen
Die Bergisch-Märkische Hochflächen, auch Nordbergische Hochflächen genannt, sind eine Naturräumliche Haupteinheit mit der Ordnungsnummer 338.1 im Nordosten des Bergischen Landes, einem Teil des Rheinischen Schiefergebirges
.
Sie umfassen den Norden des Oberbergischen Kreises mit Radevormwald, Hückeswagen und Wipperfürth, den Südosten Wuppertals, den Osten Remscheids, den Süden Schwelms und kleinere Teile an den Westrändern von Ennepetal, Halver und Kierspe. Die Hochflächen liegen in einer Höhe von 200 bis 400 m und sind gestuft und zerschnitten. Sie basieren auf einem Faltenrumpf paläozoischer Gesteine in einem Gebiet mit hohen Niederschlägen und sind in untergeordneten Naturräumen gegliedert.

## Gliederung
- 338.1 Bergisch-Märkische Hochflächen (Nordbergische Hochflächen)

- 338.10 Lenneper Hochflächen
- 338.11 Östliches Wupperengtal
- 338.12 Wippermulde
- 338.13 Wupper-Ennepe-Hochflächen

- 338.130 Radevormwalder Hochfläche
- 338.131 Bever-Neye-Kerspe-Rückenland